# Altar
Pour les articles homonymes, voir Altar (homonymie).
L'Altar est un volcan éteint d'Équateur. Il présente de nombreux pics disposés sur le pourtour d'un cirque dont le fond est occupé par un lac.

## Toponymie
Son nom vient de l'espagnol et signifie « autel ». Il le tient des premiers conquistadors qui lui trouvèrent une ressemblance avec une énorme cathédrale. Tous ses sommets sont ainsi nommés en conséquence, du sud vers le nord en passant par l'est : l'Obispo (« l'évêque », le point culminant), les Monjas chica et grande (les « petites et grandes religieuses »), le Tabernaculo (« le tabernacle »), les Frailes (les « frères ») et le Canonigo (le « Canonisé »).
Les Incas l'appelaient Capac-Urcu, la « montagne-roi ».

## Géographie

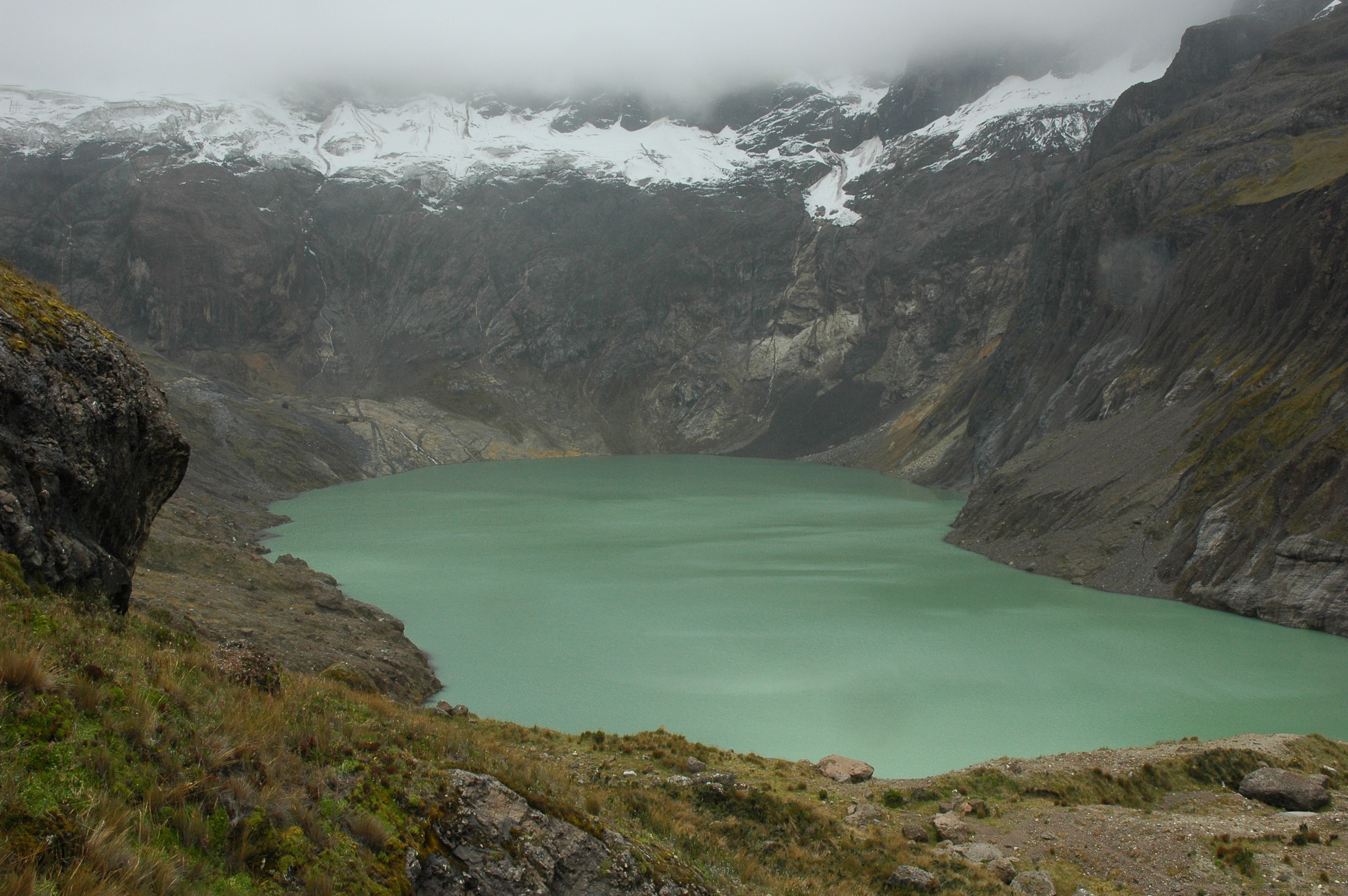
Vue de la Laguna Collanes.

L'Altar est situé à environ 170 kilomètres au sud de Quito, la capitale du pays, sur la cordillère Orientale des Andes à l'ouest du parc national de Sangay. Ce volcan se présente comme un cirque en fer à cheval, ouvert vers l'ouest, c’est-à-dire vers la ville de Riobamba. Le fond de ce cirque est occupé par un lac glaciaire (alt. env. 4 200 m) et tous les sommets ceinturant ce lac culminent à plus de 5 000 m. Ce cirque est le résultat de l'effondrement d'un volcan qui a créé une caldeira d'avalanche qui a été ensuite occupée et surcreusée par les glaciers. Les parties hautes présentent encore des glaciers assez développés, mais ces derniers sont en phase importante de retrait. Au début du XIXe siècle, une langue glaciaire descendait encore jusque vers la base du verrou de la caldeira et vers 1950, le fond de la caldeira était encore presque totalement occupé par les glaces. Actuellement dans la caldeira, dont le fond est totalement dépourvu de glace, il subsiste juste un anneau de glacier au-dessus de 4 400 m.

## Ascension
La caldeira est assez facilement accessible à pied à partir de Releche, mais il faut compter une journée de montée à pied (ou à cheval) avec la possibilité de dormir dans un refuge installé vers 3 900 mètres d'altitude dans la vallée glaciaire qui descend de l'Altar.
D'un point de vue alpiniste, l'ascension de l'Obispo par la voie normale (par le Sud) est ascension mixte et assez technique (pour l'Équateur). Il est préférable de l'entreprendre entre décembre et février. Après une journée de marche d'approche, installation d'un camp au lieu-dit « camp des Italiens », la montée débute par un traversée de glacier avant d'arriver à la base de l'ascension proprement dite dans laquelle alterne paroi rocheuse et glacier. Les derniers 150 mètres, à dominante roche, sont les plus techniques. La face Nord de l'Obispo (intérieur de la caldeira) est une paroi sub-verticale très technique de près de 900 mètres de hauteur qui n'a été vaincue qu'une seule fois.